# Försterei Groß-Ziethen
Försterei Groß-Ziethen (auch Forsthaus Groß Ziethen) ist ein Wohnplatz der Gemeinde Ziethen des Amtes Joachimsthal (Schorfheide) im Landkreis Barnim in Brandenburg.

## Geographie
Der Ort liegt drei Kilometer westsüdwestlich von Groß-Ziethen und zwölf Kilometer südwestlich von Angermünde. Die Nachbarorte sind Sperlingsherberge im Nordosten, Groß-Ziethen im Osten, Buchholz im Südosten, Senftenhütte im Süden, Schönhof im Südwesten sowie Althüttendorf und Neugrimnitz im Nordwesten.

## Geschichte
Der heutige Wohnplatz existierte bereits zuvor als Gut eines Kossäten mit dem Namen Kühn. Dieses wurde im Jahr 1855 als ein Forstaufseherdienst-Etablissement mit der Bezeichnung Forsthaus Ziethen eingerichtet.
1860 gehörte zu der in der Kolonie Forst Grimnitz gelegenen Oberförsterei Grimnitz neben weiterem auch der Schutzbezirk Groß Ziethen und das Forsthaus Ziethen. 1900 wurde Letzteres als Försterei Groß Ziethen verzeichnet, welches zum Forstgut und Gutsbezirk Forst Grimnitz gehörte. Im Rahmen der Auflösung der Gutsbezirke wurden Teile vom Forst Grimnitz, darunter auch die Försterei Groß Ziethen, im Jahr 1929 in die Gemeinde Groß Ziethen eingegliedert.